# Letícia
A Letícia latin eredetű női név, jelentése: öröm, szépség.

## Rokon nevek
- Letti:[1] a Letícia angol becenevéből származik.[2]
- Tícia:[1] a Letícia rövidülése.[3]

## Gyakorisága
Az 1990-es években a Letícia igen ritka, a Letti és a Tícia szórványos név, a 2000-es években nem szerepelnek a 100 leggyakoribb női név között.

## Névnapok
Letícia, Letti
- augusztus 12.[2]
- augusztus 30.[2]

Tícia:
- augusztus 11.[3]
- augusztus 12.[3]
- augusztus 30.[3]

## Híres Letíciák, Lettik, Tíciák
- Gara Tícia kétszeres magyar sakkbajnok
- Letícia spanyol királyné
- Letícia Sabatella brazil színésznő